# 克钦湍蛙
克钦湍蛙（学名：Amolops afghanus），为赤蛙科湍蛙属的两栖动物。在中国大陆，分布于云南、西藏等地。

## 学名
本种曾被认为是西域湍蛙（Amolops marmoratus）的同物异名, 2012年研究人员恢复了其有效性。此前众多中文文献都在使用 Amolops afghanus 和 Amolops marmoratus 这2个拉丁名, 其对应的中文名均为西域湍蛙。

## 形态特征
克钦湍蛙体型较大, 雄蛙体长46.4～56.5毫米, 雌蛙体长74.7～89.7毫米。雄蛙体背、体侧和四肢背面均散以圆疣，背面呈橄榄绿色或黄色, 有成片的褐色或棕色花斑；雌蛙体背和四肢背面较光滑, 体侧和肛门附近有少数圆疣，背面为黄色, 有块状的褐色或棕色花斑。四肢背面有深色横纹；腹部乳白色, 无斑或散有灰色斑。